# Sīāh Dasht
Sīāh Dasht (persiska: سیاه دشت) är en ort i Iran.   Den ligger i provinsen Nordkhorasan, i den nordöstra delen av landet, 600 km öster om huvudstaden Teheran. Sīāh Dasht ligger 1 196 meter över havet och antalet invånare är 626.
Terrängen runt Sīāh Dasht är lite kuperad.Runt Sīāh Dasht är det ganska glesbefolkat, med 38 invånare per kvadratkilometer. Närmaste större samhälle är Fārūj, 7,8 km öster om Sīāh Dasht. Omgivningarna runt Sīāh Dasht är i huvudsak ett öppet busklandskap.